# ジャコモ・レオパルディ
ジャコモ・レオパルディ（Giacomo Taldegardo Francesco di Sales Saverio Pietro Leopardi, Conte di San Leopardo）はイタリアの詩人で随筆家、哲学者、文献学者。

## 経歴
ジャコモ・レオパルディは1798年、当時教皇領のマルケ州レカナーティの地方貴族（伯爵）の家に生まれた。父親は文学愛好家で教養があったものの、政治的には保守的な人物で、母親は冷たく権威主義的な人物だった。しかしレオパルディは幼少期を兄妹たちと楽しく過ごし、その時の思い出が後に作品の主要なテーマとなった。
家の伝統から家庭内で神父による教育が授けられた。また父親が作った膨大な数の書籍を収めた図書館で、レオパルディは古典的な教育を受けた。彼はこの時の広範な読書によって、様々な分野の知識を得ることになり、特に古典文学の教養を深めた。ラテン語はもちろんギリシア語やヘブライ語にも精通するようになるが、生まれつき病弱だったために青年期を通して、ほとんどをレカナーティで過ごした。閉鎖的で孤独な環境の中、彼は14歳になる頃から詩の創作を始めていく。彼の代名詞的な悲観主義の傾向は1824年に出版された初めての詩集Canzoniでも既に現れている。
古典的教養を故郷で高めているなか、1822年に叔父のいるローマへ訪れることができたのだが、彼はローマの腐敗や堕落した雰囲気に深く失望した。イタリアの大詩人トルクァート・タッソの墓や、当時活躍していた詩人のウーゴ・フォスコロの元を訪れるなどした。家庭の抑圧から離れられたとはいえ、想像で創り上げた理想化されたローマと現実のローマの差異は大きく、この体験が彼の創作や価値観に大きく関与した。
1824年ミラノに招かれ、いくつか作品を書くように依頼されて以降ボローニャやフィレンツェなどを周遊するようになり、詩人としての名声も知識人を中心に高まっていった。レオパルディ自身、慢性的な体調不良の中で旺盛な創作欲を見せる。またこのころは詩作のみならず、自らの古典的素養を基にした哲学的散文（Operette morali)なども著している。1828年には駐ローマのプロイセン大使によってベルリンでの教授職の申し入れがあったが健康上の理由より却下せざるを得なかった。

1837年友人アントニオ・ラニエリのいるナポリに滞在中客死した。死因は肺水腫あるいは心不全と推測されている。しかし晩年は脊椎カリエスの症状で背中は曲がり、杖を突かなければ立てないほど症状は悪化していた。ラニエリのおかげで公共墓地に葬られることはなく、その後移葬されて現在はナポリ西のフオリゴッタのサン・ヴィターレ教会に埋葬されている。享年38歳で終生独身だった。

## 作品
レオパルディの詩は19世紀ヨーロッパの文学で特異な位置を占める。自分やイタリアの過去を回想あるいは美化して現在との落差を嘆く作品が多く、虚無的な印象が強いのでやはり悲観主義的と言える。しかし古典的素養に裏付けられた豊かな語彙や格調高い韻律でそれらは包まれており、その芸術性は非常に高く評価されている。以降のイタリアの作家全般に影響を及ぼしているが、外国でも哲学者ショーペンハウアーやニーチェ、ベンヤミン、作家のメルヴィルやカミュ、ベケットなど影響を受けた人物は多い。ただし19世紀前半の時代背景から愛国詩なども残しており、単純に悲観主義的な範疇に収まらない面もある。詩人であるが哲学的散文を多く残しており、広く近代そのものを洞察した思想家とも言えるだろう（Operette moraliやZibaldoneなどに詳しい）

## 訳書
- 『カンティ Canti』 脇功・柱本元彦訳、名古屋大学出版会、2006年、新装版2024年。ISBN 4815811628

本稿の記事は主に上記を参照し記述。
- 『断想集』 國司航佑訳、幻戯書房〈ルリユール叢書〉、2020年。ISBN 4864881960